# Mukim di Liang
Liang è un mukim del Brunei situato nel Distretto di Belait con 12.760 abitanti al censimento del 2011.

## Geografia antropica

### Suddivisioni amministrative
Il mukim è suddiviso in 22 villaggi (kapong in malese):
Sungai Liang, Gana, Andalau, Keluyoh, Perumpong, Padang, Liang Kecil, Lilas, Tunggulian, Sungai Bakong Utara, Sungai Bakong Selatan, Tanah Tersusun, LNG Lumut, Sungai Kuru, Sungai KangAgis-Agis, Lalit, Kayu Ara, Sungai Tali, Sungai Taring, Sungai Bakong, Pantai Lumut